# モートン郡 (ノースダコタ州)
モートン郡（英: Morton County）は、アメリカ合衆国ノースダコタ州の中央部西に位置する郡である。2010年国勢調査での人口は27,471人であり、2000年の25,303人から8.6％増加した。郡庁所在地は州内第6の都市マンダン市（人口18,331人）であり、同郡で人口最大の自治体でもある。モートン郡はバーリー郡と共にビスマーク・マンダン大都市圏を構成している。

## 歴史
モートン郡は1872年から1873年にダコタ準州議会が創設し、郡名は南北戦争のときにインディアナ州の知事を務め、後にアメリカ合衆国上院議員となったオリヴァー・ハザード・ペリー・スロック・モートン（1823年-1877年）に因んで名付けられた。モートン郡は1878年3月23日に組織化されたが、準州議会がその東部を隣接するバーリー郡に付設したので、事実上郡創設が無効になった。1881年までにバーリー郡に付設されていた部分が議会によって返還され、2月18日再度郡として設立された。郡庁所在地はその時以来一貫してマンダンにあるが、マンダンは1878年から1879年までリンカーン市と呼ばれたことがあった。

## 地理
アメリカ合衆国国勢調査局に拠れば、郡域全面積は1,945平方マイル (5,038 km2)であり、このうち陸地は1,926平方マイル (4,988 km2)、水域は19平方マイル (49 km2)で水域率は0.98％である。

### 主要高規格道路
| - 州間高速道路94号線 | - ノースダコタ州道6号線 - ノースダコタ州道21号線 - ノースダコタ州道25号線 | - ノースダコタ州道31号線 - ノースダコタ州道49号線 - ノースダコタ州道1806号線 |

### 隣接する郡
- オリバー郡 - 北
- バーリー郡 - 北東
- エモンズ郡 - 東
- スー郡 - 南東
- グラント郡 - 南
- スターク郡 - 西
- マーサー郡 - 北西

### 国立保護地域
- パトリシア湖国立野生生物保護区

## 人口動態
以下は2000年の国勢調査による人口統計データである。
| 基礎データ - 人口: 25,303人 - 世帯数: 9,889 世帯 - 家族数: 6,932 家族 - 人口密度: 5人/km2（13人/mi2） - 住居数: 10,587軒 - 住居密度: 2軒/km2（6軒/mi2） 人種別人口構成 - 白人: 95.82% - アフリカン・アメリカン: 0.16% - ネイティブ・アメリカン: 2.39% - アジア人: 0.30% - 太平洋諸島系: 0.01% - その他の人種: 0.16% - 混血: 1.16% - ヒスパニック・ラテン系: 0.65% 先祖による構成 - ドイツ系：64.5％ - ノルウェー系：10.6％ 年齢別人口構成 - 18歳未満: 27.0% - 18-24歳: 7.8% - 25-44歳: 28.2% - 45-64歳: 22.4% - 65歳以上: 14.6% - 年齢の中央値: 37歳 - 性比（女性100人あたり男性の人口） - 総人口: 99.3 - 18歳以上: 96.3 | 世帯と家族（対世帯数） - 18歳未満の子供がいる: 34.9% - 結婚・同居している夫婦: 58.2% - 未婚・離婚・死別女性が世帯主: 8.5% - 非家族世帯: 29.9% - 単身世帯: 25.7% - 65歳以上の老人1人暮らし: 10.9% - 平均構成人数 - 世帯: 2.51人 - 家族: 3.03人 収入と家計 - 収入の中央値 - 世帯: 37,028米ドル - 家族: 44,592米ドル - 性別 - 男性: 30,698米ドル - 女性: 21,301米ドル - 人口1人あたり収入: 17,202米ドル - 貧困線以下 - 対人口: 9.6% - 対家族数: 6.8% - 18歳未満: 11.0% - 65歳以上: 14.3% |

## 都市と町

### 都市
- オルモント
- フラッシャー
- グレンウルリン
- ヘブロン
- マンダン - 郡庁所在地
- ニューセイラム

注: ノースダコタ州の法人化された自治体は、その大きさに拠らず全て「市」になる

### その他の町
- ハフ
- セントアンソニー
- シムズ

### 郡区
- ブライエン
- キャプテンズランディング
- フォートライス
- ハフ